# Liste der Bodendenkmäler in Geroda (Unterfranken)
Auf dieser Seite sind die Bodendenkmäler in dem unterfränkischen Markt Geroda zusammengestellt. Diese Tabelle ist eine Teilliste der Liste der Bodendenkmäler in Bayern. Grundlage ist die Bayerische Denkmalliste, die auf Basis des Bayerischen Denkmalschutzgesetzes vom 1. Oktober 1973 erstmals erstellt wurde und seither durch das Bayerische Landesamt für Denkmalpflege geführt wird. Die folgenden Angaben ersetzen nicht die rechtsverbindliche Auskunft der Denkmalschutzbehörde.

## Bodendenkmäler in Geroda
| Lage                   | Objekt | Akten-Nr.     | Bild           |
| ---------------------- | --- | ------------- | -------------- |
| (Standort)             | Freilandstation des Mesolithikums. | D-6-5625-0003 |                |
| (Standort)             | Glashütte des späten Mittelalters. | D-6-5625-0004 |                |
| Kirchberg 4 (Standort) | Untertägige Teile der spätmittelalterlichen bis neuzeitlichen evangelisch-lutherischen Pfarrkirche St. Martin in Geroda, Fundamente mittelalterlicher Vorgängerbauten sowie Körpergräber des Mittelalters und der Neuzeit. | D-6-5725-0034 | weitere Bilder |
| (Standort)             | Freilandstation des Mesolithikums sowie Siedlung des Neolithikums. | D-6-5725-0055 |                |
| (Standort)             | Freilandstation des Mesolithikums sowie Siedlung des Neolithikums. | D-6-5725-0056 |                |
| (Standort)             | Glashütte des späten Mittelalters und der frühen Neuzeit. | D-6-5725-0057 |                |
| (Standort)             | Glashütte des späten Mittelalters und der frühen Neuzeit. | D-6-5725-0058 |                |